# Villereau (Norte)
Villereau é uma comuna francesa na região administrativa de Altos da França, no departamento do Norte. Estende-se por uma área de 5.52 km². Em 2010 a comuna tinha 1 035 habitantes (densidade: 187,5 hab./km²).